# Juan Carlos Rébora
Juan Carlos Rébora (Baradero, 10 de julio de 1880-Buenos Aires, 7 de noviembre de 1964) fue un jurista y docente argentino. Se desempeñó, además, como embajador de su país en Francia y rector (presidente) de la Universidad Nacional de la Plata, entre otros cargos.

## Biografía
Egresado del Colegio Nacional de La Plata y luego obtuvo el título de abogado en la Universidad de Buenos Aires en 1910, luego de tres años. Al año siguiente se doctoró en derecho. Se especializó en derecho privado, siendo asiduo colaborador de docentes y comentador del Código Civil de la República Argentina redactado por Dalmacio Vélez Sarsfield. Su reconocimiento en el derecho privado pronto lo hizo ser seleccionado como parte de un grupo de juristas que tendrían por objetivo la reforma del Código Civil argentino entre 1926 y 1936, aunque nunca fue llevada a cabo.
A nivel administrativo, ocupó diversos cargos como Director del Registro Civil de la Provincia de Buenos Aires y Secretario de Inspección de la Suprema Corte de Justicia. Por otro lado, siendo que había logrado el título de escribano tras rendir un examen público, por lo que fue docente del colegio provincial de escribanos y escribano adjunto del superior tribunal bonaerense.
En paralelo a su actividad como jurista fue docente tanto en el ámbito secundario como universitario, llegando a desempeñarse en el consejo académico de la Universidad de Buenos Aires. Se desempeñó, en ese sentido, como presidente de la Universidad de La Plata en 1938. Fue autor de numerosas obras de derecho privado, que le valieron el ingreso a la Academia Nacional de Derecho y Ciencias Sociales. Por otro lado, fue miembro fundador de la Academia Nacional de Ciencias Morales y Políticas. Entre 1942 y 1943 integró fue vicepresidente del Consejo Nacional de Educación, del que además fue vocal.
Fue embajador de la Argentina en Francia designado por el presidente de facto Pedro Eugenio Aramburu, cargo que desempeñó entre 1955 y 1958.
Fue nombrado Caballero de la Legión de Honor, entre otras distinciones.